# Alto Porã (Ivaiporã)
Alto Porã é um distrito do município brasileiro de Ivaiporã, no estado do Paraná.
Os primeiros registros históricos desta região do Vale do Ivaí já remontam ao século XVI e mostram que a região era ocupada pelos povos indígenas. O distrito foi criado em 1967 no município de Ivaiporã. A localidade conta com uma praça que é um espaço de lazer e encontro entre os moradores. Além de uma escola municipal denominada Escola Municipal José Aparecido Peres, há no distrito uma escola estadual, a Escola Estadual José de Mattos Leão.